# Daman Hongren

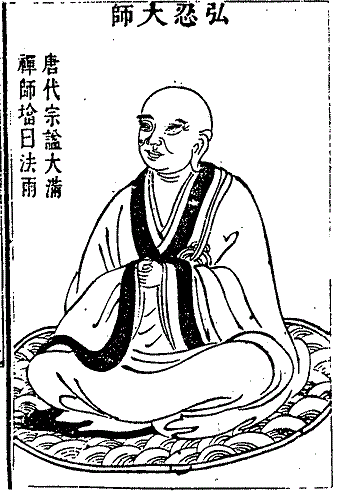
Daman Hongren

Daman Hongren (chiń. 大滿弘忍, Wade-Giles Ta-man Hung-jen, także 黄梅弘忍 Huangmei Hongren; kor. 홍인 Hongin; jap. 弘忍 Kōnin; wiet. Hoằng Nhẫn; ur. 601 lub 602, zm. 674 lub 675) – piąty patriarcha buddyzmu chan (jap. zen).

## Życiorys
Pochodził z Huangmei, rodzina nosiła nazwisko Chou. Jako 7-letni (według innych źródeł, jako 13-letni) chłopiec został uczniem czwartego patriarchy Daoxina i praktykował u niego przez 30 lat.
W Lengjie shizi ji (Zapiski o mistrzach i uczniach „Sutry Lankavatara”) we fragmencie poświęconym Hongrenowi napisano:

(...) Wielki Mistrz pośmiertnie nazwany Hongrenem z klasztoru Youju na górze Shuangfeng w Qizhou w [okresie] dynastii Tang, był następcą mistrza chan [Dao]Xina. Dharma, którą [Hong]Ren przekazywał była Dharmą subtelną i kiedy ludzie wychwalali ją, nazywali ją czystą nauką Wschodniej Góry.
Po zostaniu patriarchą chan żył i nauczał w klasztorze Donchan na górze Huangmei w Jinzhou w prowincji Hubei. Miał ponad 700 uczniów i wiadomo, że wychował 11 oświeconych mistrzów. Jego nauczanie cieszyło się ogromnym lokalnym powodzeniem, tak że był znany jako „Brama Dharmy ze Wschodniej Góry”. W Chuan fabao ji (Zapiski z przekazu Dharmy) znajduje się następujący fragment:
Po przyjęciu przekazu [Dharmy], z powodu jego sławy [jako mistrza chan], rządowi urzędnicy tłoczyli się pod jego drzwiami, podwajając się każdego dnia. Przez okres ponad dziesięciu lat, od 80 do 90 procent wszystkich mnichów i ludzi świeckich w kraju, przybyło aby otrzymać jego nauki. Od czasu wprowadzenia buddyzmu do Chin, żaden z mistrzów chan nie przewyższył go
Jego popularność była związana ściśle z metodami, które zastosował mistrz. Zhuan fabao ji tak je opisuje:
Kiedy doszło do czasów [Hong]rena, [Fa]ru i [Da]tonga, brama Dharmy była szeroko otwarta dla wyznawców, dla nich, zależnie od zdolności [wyznawców], kazali im recytować imię Buddy, aby oczyścić umysł.
Według Xiuxin yaolun (Istota uprawiania Umysłu) Hongren powiedział:
Ci, którzy właśnie zaczęli uczyć się medytacji, mogą naśladować sposób medytacji [z Guan jing]. Powinni usiąść prosto z właściwą myślą, z oczami i ustami zamkniętymi, i ukształtować kontemplację słońca przed ich oczami umysłu
Naśladując swojego nauczyciela Daoxina, Hongren także zaadaptował nianfo jako „zręczny środek” w swoim treningu praktykujących chan, zwłaszcza dla początkujących. Istota nauk Hongrena – postrzeganie czyjejś własnej natury jak będącej pierwotnie czystej, doskonałej i tożsamej z naturą Buddy – nie miała nic wspólnego z dewocjonalizmem Czystej Krainy. Tym niemniej, jako oświecony mistrz chan, nie widział niczego złego w byciu giętkim w stosowaniu różnych metod, aż do czasu, gdy cel mógł być już łatwo osiągnięty.
Jego spadkobiercą Dharmy był szósty patriarcha Huineng. Innym znanym jego uczniem był Shenxiu, który założył tzw. północną szkołę chan, podczas gdy nauki Huinenga były zwane południową szkołą chan. Innymi jego wybitnymi uczniami byli: Lao’an Hui’an, założyciel szkoły chan lao’an (był to pierwszy rozłam w szkole chan) oraz Zizhou Zhixian, w którego linii przekazu powstały później szkoły jingzhou i baotang.
Jego nauki znane były jako nauki Wschodniej Góry. Mimo że nie było wtedy jeszcze klasztorów chan (pierwsze powstały dopiero w IX wieku) i nauczał mnichów vinayi, wyznawców Sutry Lotosu i Czystej Krainy oraz tłumaczy, to kładł nacisk na praktykę medytacji.
Jego nauki streścić można następująco: Czysty Umysł jest przysłonięty przez rozróżniające myślenie, fałszywe myśli i przesądne poglądy.
Usunięcie fałszywych myśli i pozostawanie w stałej świadomości naturalnego oświecenia, zapewnia ostateczne osiągnięcie nirvany.

## Linia przekazu Dharmy zen
Pierwsza liczba oznacza liczbę pokoleń mistrzów od 1 Patriarchy indyjskiego Mahakaśjapy.
Druga liczba oznacza liczbę pokoleń od 28/1 Bodhidharmy, 28 Patriarchy Indii i 1 Patriarchy Chin.
Trzecia liczba oznacza początek nowej linii przekazu w danym kraju.
- 28/1. Bodhidharma (zm. 543?)
  - 29/2. Dazu Huike (487–594)
    - 30/3. Jianzhi Sengcan (zm. 606)
      - 31/4. Dayi Daoxin (579–651)
        - 32/5. Niutou Farong (594–657) szkoła niutou
        - 32/5/1. Pŏmnang Korea – wprowadzenie chanu (kor. sŏn)
        - 32/5. Daman Hongren (601–674)
          - 33/6. Zhide (bd) Koreańczyk
          - 33/6. Xuanyue (bd)
          - 33/6. Xuanze (bd)
            - 34/7. Jingjue (ok. 688–746) autor Lengjie shizi ji (Zapiski o mistrzach i uczniach Sutry Lankavatara)

          - 33/6. Yuquan Shenxiu (605–706) (także Datong) szkoła północna stopniowego oświecenia.
          - 33/6. Zizhou Zhishen (609–702) szkoła Jingzhong
            - 34/7. Zizhou Chuji (648–734)
              - 35/8. Jingzhong Zhixian (bd)
                - 36/9. Jingzhong Wuxiang (684–762) koreański mistrz chan Kim Musang działający w Chinach

          - 33/6. Lao’an Hui’an[5] (580–707) szkoła laomu an heshang
          - 33/6. Zhuangyan Dashi (bd)
          - 33/6. Luzhou Faru (638–689)
            - 34/7. Dufei (bd)
            - 34/7. Yuangui (bd)

          - 33/6. Daoming (bd) (także Huiming)
          - 33/6. Dajian Huineng (638–713)